# Импрессионизм

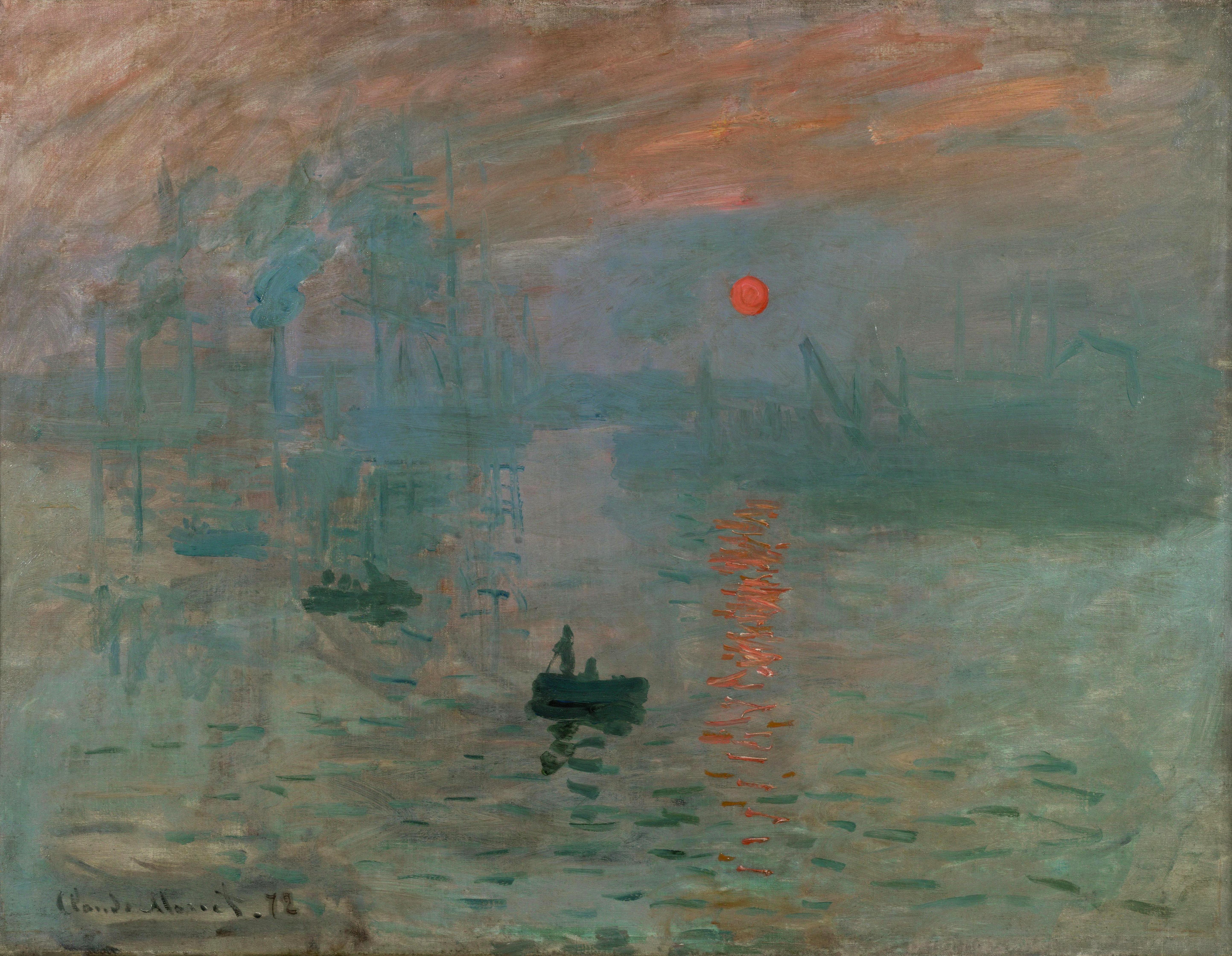
О.-К. Моне. Впечатление. Восходящее солнце. 1872. Холст, масло. 48 × 63 см. Музей Мармоттан-Моне, Париж

Импрессиони́зм (фр. impressionnismе от impression — впечатление) — одно из крупнейших течений в искусстве последней трети XIX — начала XX века, зародившееся в живописи Франции, а затем распространившееся по всему миру и охватившее разные виды искусства. Представители импрессионизма стремились разрабатывать методы и приёмы, которые позволяли наиболее естественно и живо запечатлеть реальный мир в его подвижности и изменчивости, передать свои мимолётные впечатления.

## Основы творческого метода
Обычно под термином «импрессионизм» подразумевается течение в живописи, хотя идеи и творческие методы импрессионизма нашли своё воплощение и в других видах искусства — литературе, музыке.
Основой импрессионистического метода в живописи и, отчасти, в графике, является восприятие и изображение объектов окружающей художника действительности не автономно, а в отношениях к окружающей их пространственной и световоздушной среде: рефлексах, бликах, тепло-холодных отношениях света и тени; шире — запечатлеть само пространство и время. Поэтому импрессионизм в изобразительном искусстве иногда называют квинтэссенцией живописи, поскольку изображение объекта в его взаимосвязях с окружающей средой и составляет сущность живописного метода изображения.
В этом заключаются и сильные, и слабые стороны импрессионистического метода. Сосредоточив своё внимание на тональных отношениях и валёрах, живописцы ослабили рисунок, композицию, чувство формы и материальности изображаемых предметов.
Соединить цвет и форму — труднейшая задача. До этого в истории искусства её решение давалось немногим; может быть, только П. П. Рубенсу. Разлад между цветом и формой стал камнем преткновения для следующего поколения художников — постимпрессионистов.
Из родственных течений ближе всего к импрессионизму находится символизм. Однако и импрессионизм, и символизм не являются стилевыми категориями, они лишь отражают некоторые стороны творческого метода. Поэтому многие художники, начиная работать как символисты (и во вполне академической манере письма), затем переходили к импрессионистическому методу.

## Происхождение термина
Первая выставка живописцев-импрессионистов проходила с 15 апреля по 15 мая 1874 года в Париже, в ателье фотографа Надара на Бульваре капуцинок. Там было представлено тридцать художников, всего сто шестьдесят пять работ. Участвовали Эдгар Дега, Камиль Писсарро, Альфред Сислей, Клод Моне, Пьер Огюст Ренуар, Берта Моризо, Поль Сезанн и другие.
Одна из картин выставки, написанная Клодом Моне: туманный пейзаж с изображением восхода солнца в Гавре, вызывала затруднения с названием. Тогда по совету автора, составлявший каталог выставки О. Ренуар написал: «Впечатление. Восход солнца» (фр. Impression. Soleil levant), — (лат. Nomen est omen — Имя это уже смысл).
Критики и публика подняли художников на смех, их упрекали в «неряшливости живописи», «незаконченности картин», отсутствии вкуса и смысла, «покушении на истинное искусство». Через неделю после открытия выставки её посетил критик, обозреватель журнала «Le Charivari» Луи Леруа. Остановившись перед изображением восхода солнца Моне и прочитав название картины в каталоге, он расхохотался. «Луи Леруа нашёл слово, которое стало коллективным прозвищем, а давать клички было его признанной специальностью», и когда в журнале появилась «его остроумная и колкая рецензия-пародия на выставку», оказалось, что он окрестил художников «импрессионистами».
Против ожидания, новое слово, произнесённое в насмешку, прижилось, поскольку оно выражало то общее, что объединяло молодых бунтарей, — субъективное переживание цвета, света и пространства, хотя это слово и не исчерпывало всего содержания нового искусства. Художникам давали и другие названия, среди них: интрансигенты (фр. Intransigentes — непримиримые), но эти названия не прижились.
Один из немногих французских критиков, с самого начала положительно оценивавших новации французских импрессионистов, Ж.-Л. Кастаньяри писал:

«Это одарённые, очень одарённые молодые люди. Они воспринимают природу так, что она получается какой угодно, только не скучной и не банальной. Их живопись полна жизни, стремительна, легка. Она чарует… Они не стремятся к точному воспроизведению, а ограничиваются общим восприятием… Они являются импрессионистами в том смысле, что воспроизводят не сам пейзаж, а впечатление, вызываемое данным пейзажем… Таким образом, они отходят от действительности и полностью переходят на позиции идеализма».
Импрессионистов обвинили в аморальности, мятежных настроениях, неспособности быть добропорядочными людьми. Ныне это вызывает удивление, поскольку непонятно, что может быть аморального в пейзажах. Название «импрессионизм» — достаточно бессодержательное, в отличие от, к примеру, названия «Барбизонская школа», где хотя бы есть указание на географическое расположение художественной группы. Ещё меньше ясности с некоторыми художниками, которые формально не входили в круг первых импрессионистов, хотя их технические приёмы и средства полностью «импрессионистические», — Уистлер, Эдуард Мане, Эжен Буден и многие другие. К тому же технические средства импрессионистов были известны задолго до XIX века и их (частично, ограниченно) использовали ещё Тициан и Веласкес, не порывая с господствующими идеями и изобразительными методами своей эпохи.

## Импрессионизм в живописи

### Преимпрессионизм
В эпоху итальянского Возрождения живописцы венецианской школы пытались передать впечатления от действительности, используя яркие краски и тепло-холодные отношения тонов. Их опытом воспользовались испанские живописцы в XVI—XVIII веках. Наиболее отчётливо это выражено у таких художников, как Эль Греко, Веласкес и Гойя, чьё творчество впоследствии оказало влияние на Эдуарда Мане и Огюста Ренуара.

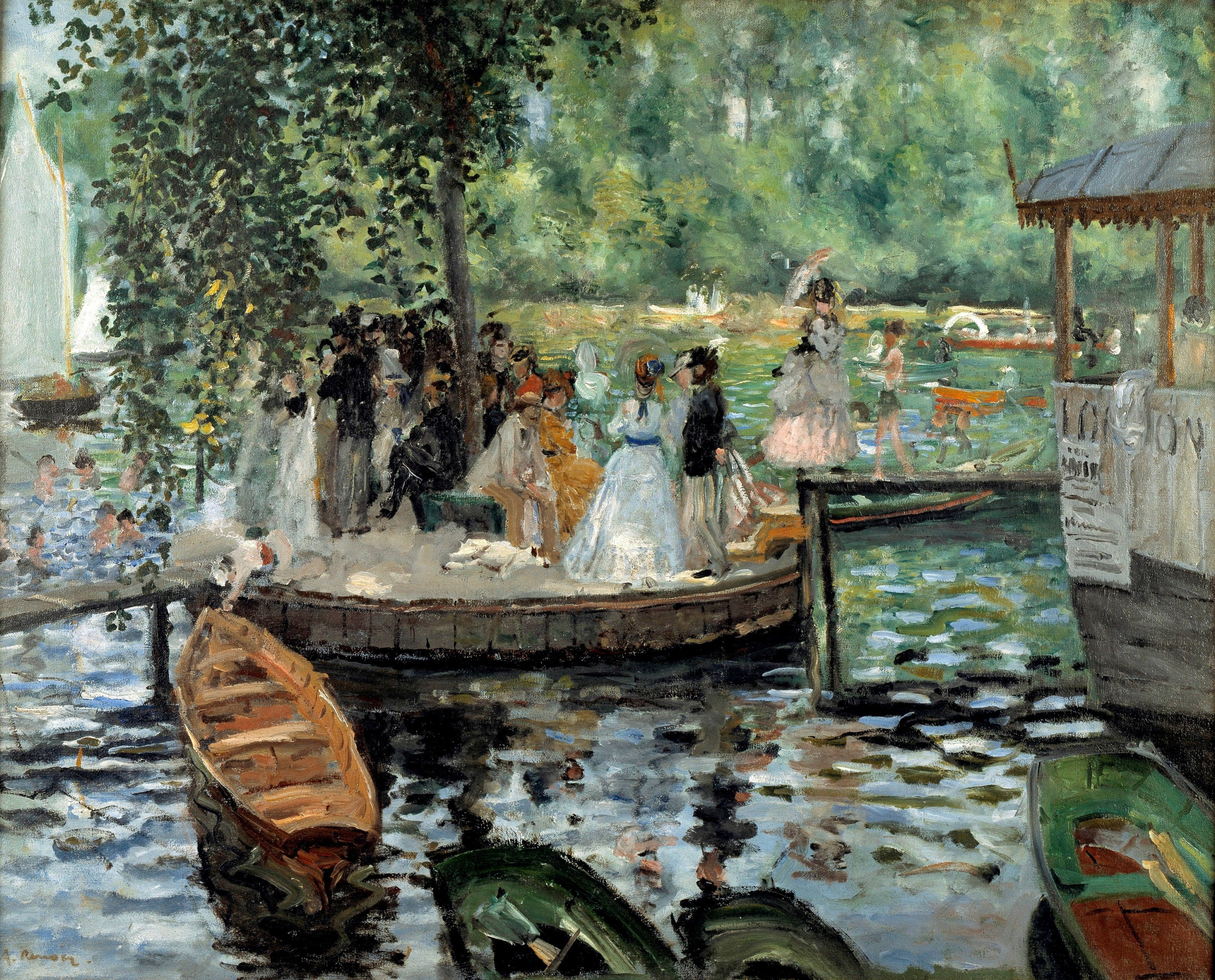
П. О. Ренуар. Лягушатник. 1869. Холст, масло. 66,5 × 81 см. Музей Метрополитен, Нью-Йорк

П. О. Ренуар. Бал в Мулен де ла Галетт. 1876. Холст, масло. 131 × 175 см. Музей Орсе, Париж

Художник фламандского барокко Питер Пауль Рубенс писал тени на своих картинах цветными, используя прозрачные лессировки и дополнительные тона в рефлексах. По наблюдению Эжена Делакруа, Рубенс отображал свет при помощи тонких, изысканных холодных тонов, а тени — писал тёплыми цветами, передавая эффект освещённости тепло-холодными отношениями тонов. Аналогичным образом, противопоставляя света́ и тени, поступал Рембрандт. Рубенс не использовал чёрного цвета, что позднее станет одним из основных принципов живописи импрессионистов.
Предшественниками импрессионистов в значительной степени были «малые голландцы», а также голландские живописцы гаагской школы: Хендрик Виллем Месдах Виллем Рулофс. Предшественниками импрессионистов считаются живописцы нормандской школы, работавшие на севере Франции, в Нормандии, в частности в Онфлёре и Этрета. С 1861 года пейзажи Нормандии, пронизанные воздухом и светом, писал голландский живописец Ян Бартолд Йонгкинд (1819—1891). Рядом с ним работали Эжен-Луи Буден (1824—1898) и молодой Клод Моне, будущий создатель импрессионизма, который считал Будена и Йонгкинда своими учителями.
Переход живописи к импрессионизму также подготовили английские живописцы. Во время Франко-прусской войны (1870—1871) Клод Моне, Сислей и Писсарро отправились в Лондон, чтобы там иметь возможность изучить произведения английских пейзажистов — Констебла, Бонингтона и Тёрнера. Что же касается последнего, то в его поздних работах заметно, как постепенно исчезает связь с изображением конкретных предметов и автор уходит в область выражения собственных живописных впечатлений.
Значительное воздействие на ранних импрессионистов оказал Эжен Делакруа, он уже различал собственный цвет предмета и цвет, приобретаемый под воздействием освещения, его акварели, написанные в Северной Африке в 1832 году или в Этрета в 1835 году, и особенно картина «Море в Дьепе» (1835), позволяют говорить о нём как о предшественнике импрессионистов.
Вибрация на полотнах импрессионистов, достигаемая за счёт подрагивающих переливающихся мазков, — это удивительная находка, подсказанная им Делакруа, который, будучи одержим идеей передачи движения, в бесстрастном неистовстве романтизма не удовлетворялся быстрыми движениями и насыщенными красками, а писал вибрирующими мазкамиЖюль Лафорг в журнале «Ревю бланш» 1896 год.
Ещё одним источником новой французской живописи стало японское искусство. С 1854 года благодаря проходившим в Париже выставкам молодые художники открывали для себя мастеров японской цветной гравюры на дереве, таких как Утамаро, Хокусай и Хиросиге.

### История

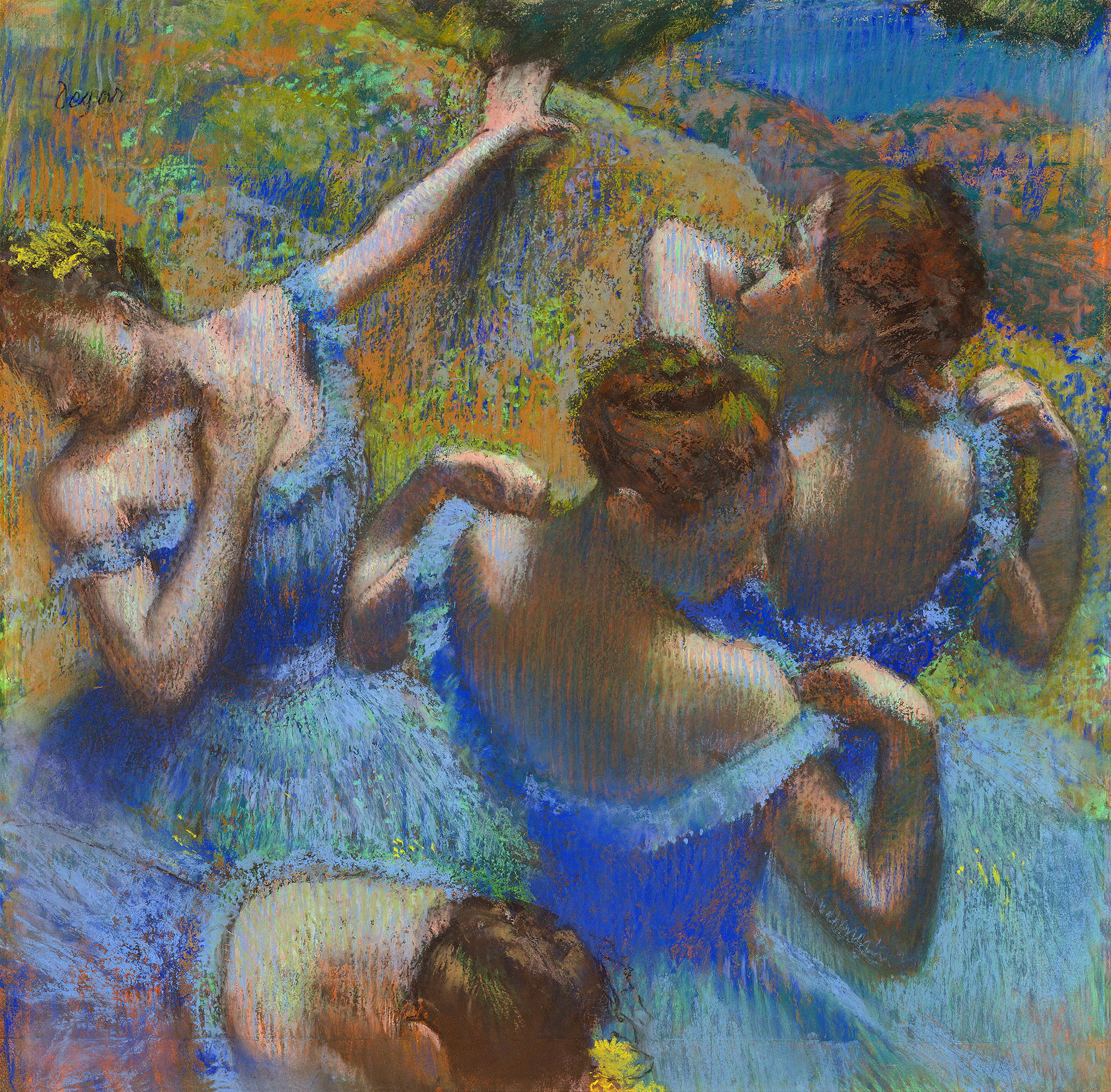
Э. Дега. Голубые танцовщицы. 1897. Бумага, пастель. 65 × 65 см. Государственный музей изобразительных искусств имени А. С. Пушкина, Москва

Начало поисков импрессионистов относится к 1860-м годам, когда молодых художников уже не устраивали средства и цели академизма, вследствие чего каждый из них самостоятельно искал иных путей развития своего живописного метода. В 1863 году Эдуард Мане выставил в «Салоне отверженных» картину «Завтрак на траве», он активно выступал на встречах поэтов и художников в кафе Гербуа, которое посещали будущие основатели нового течения, благодаря чему стал главным защитником современного искусства.
В 1864 году Эжен Буден пригласил Клода Моне в Онфлёр, где тот прожил всю осень, наблюдая, как его учитель рисовал пастелью и писал этюды акварелью, а его друг Йонкинд накладывал краску на свои работы вибрирующими мазками. Именно здесь «нормандцы» дали пример писать всю картину от начала до конца на пленэре.
В 1871 году во время Франко-прусской войны Моне и Писсарро уехали в Лондон, чтобы познакомиться с творчеством Джона Констебла, Уильяма Тёрнера и других английских пейзажистов. 27 декабря 1873 года в Париже будущие импрессионисты с целью организации свободных выставок своих произведений, независимых от официального академического Парижского салона создали Анонимное кооперативное объединение художников живописцев, скульпторов и гравёров, а затем так называемую «батиньольскую группу» (по названию квартала Батиньоль на Монмартре), объединившая вокруг Эдуарда Мане многих художников, живших в этом районе, прозванном «Маленькой Польшей» (La Petite Pologne). Следующим этапом нового движения стала Первой выставки импрессионистов.

### Новая методика и техника живописи
Новое течение отличалось от академической живописи как в техническом, так и в методическом отношениях. В первую очередь импрессионисты отказались от жёсткого контура, заменив его мелкими раздельными и контрастными мазками, которые они накладывали в соответствии с теориями дополнительных цветов — пар цветов (тонов хроматического спектра), оптическое смешение которых приводит к формированию психологического ощущения ахроматического тона (чёрного, белого или серого). Термин «дополнительный цвет» тесно связан с введённым в колориметрию понятием основные цвета. В цветовом круге, впервые разработанном немецким художником Ф. О. Рунге в 1809 году, показано расположение противоположных тонов: красный — зелёный, оранжевый — голубой, жёлтый — фиолетовый, красный — синий. В каждой паре один цвет тёплый, другой — холодный. Расположенные рядом, они усиливают друг друга. На этом оптическом свойстве основана цветовая гармония, достигаемая с помощью нюансировки тёпло-холодных отношений, и возможность для живописца сравняться с природой в насыщенности и яркости тонов, поскольку светосила красок намного слабее соответствующих хроматических тонов (цветов) в природе. Поэтому одна из основ профессионального отношения к живописи — учитывание различий оптических и эстетических свойств цвета и краски.
Каждая пара дополнительных цветов включает один из основных тонов спектра (их невозможно получить смешением красок): красный, жёлтый и синий. Другой тон каждой пары является производным от их смешения. Таким образом в каждой паре есть общий полутон, благодаря которому и возникает цветовая гармония или «хроматическая гамма». Темперированный хроматический ряд в живописи сродни понятию музыкальной гармонии. Импрессионисты специально изучали работы американского физика Огдена Руда и, особенно, книгу французского химика Мишеля Эжена Шеврёля, разработанную им на эту тему в качестве учебного пособия для мастеров ткацких мануфактур. Так, например, Жорж Сёра любил показывать своим друзьям эффект одновременного контраста дополнительных цветов: зелёные верхушки деревьев на фоне серого неба окружает розовый ореол, а оранжевый на солнце песок вопреки обыденным представлениям в тени становится голубым. По контрасту с ярко-красным полем цветущих маков небо кажется зелёным, белый цвет рядом с зелёным — розовым. Неподготовленный зритель не видит этого эффекта, а у живописцев такое восприятие развивается профессионально. Отсюда непонимание публики, непривыкшей к столь открытой демонстрации эффекта дополнительных красок. Использование дополнительных цветов раздельными мазками (без предварительного смешивания на палитре) позволяло художникам избегать грязного тона, который часто получался в таких случаях, а отдельные мазки должны были по системе Шеврёля «смешиваться в глазу зрителя».
Импрессионисты вышли из мастерских и предпочитали работать на пленэре чтобы схватывать мимолётное впечатление от увиденного, что стало более удобным, в частности, благодаря изобретению металлических туб для красок, которые в отличие от кожаных мешочков можно было закрывать, чтобы краска не высыхала. Художники отказались не только от чёрного цвета, коричневых и «асфальтовых» красок, но и от использования «кроющих красок», которые плохо пропускают свет. Это позволило им использовать эффекты отражающего свет грунта, подобно малым голландцам и художникам-акварелистам, которые используют отражающие возможности белого листа бумаги.
Новая методика и техника живописи способствовали главной цели: уловить мимолётное впечатление, мельчайшие изменения в каждом предмете в зависимости от освещения и времени суток. Картина как композиция была подменена этюдом с натуры c настойчивым желанием художника «остановить мгновение». Отсюда идея «серийности», например в сериях картин Клода Моне «Стога сена», «Руанский собор» или «Парламент Лондона», показывающих один и тот же мотив в разные моменты дня.
В целом приёмами импрессионизма пользовалось множество мастеров, но основой движения были Эдуард Мане, Клод Моне, Огюст Ренуар, Эдгар Дега, Альфред Сислей, Камиль Писсарро, Фредерик Базиль и Берта Моризо. Однако Мане всегда называл себя «независимым художником» и никогда не участвовал в выставках, а Дега хоть и участвовал, но никогда не писал свои работы на пленэре.

### Философия импрессионизма

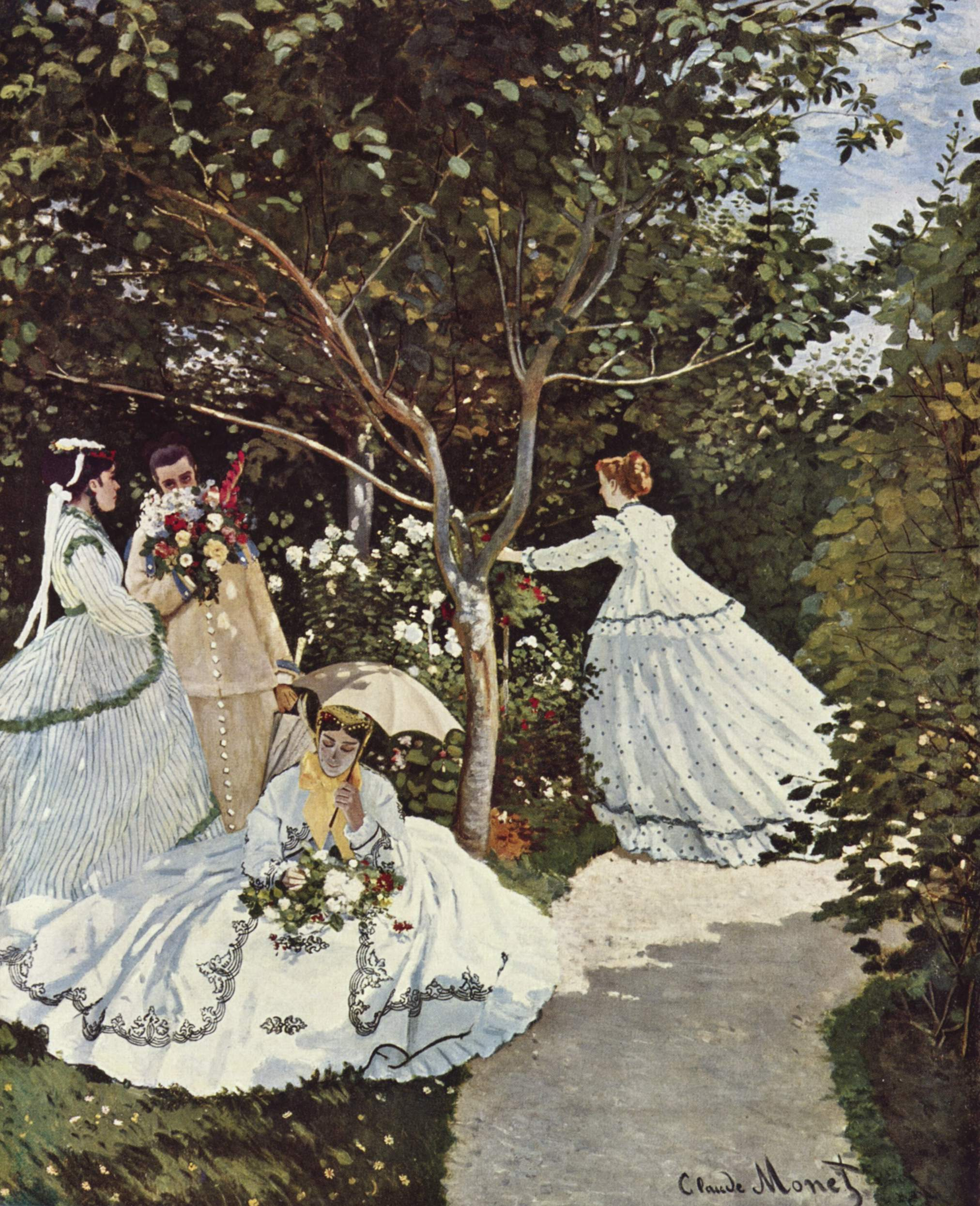
К. Моне. Женщины в саду. 1866. Холст, масло. 255 × 205 см. Музей Орсе, Париж

Французский импрессионизм был для своего времени элитарным искусством, для его понимания нужна была подготовка. Но у него были и слабые стороны. Для художника-импрессиониста важно было не «что» писать, а «как». Объект становился лишь поводом для решения чисто живописных задач. Не случайно импрессионистический метод называли также «хроматизмом» (др.-греч. χρώμα — цвет).
В этом смысле изобразительное искусство мельчало. Метод импрессионизма неизбежно приводил к ослаблению активного аналитического восприятия трёхмерного пространства, сведению его к двухмерности, плоскостному «смотрению на натуру», отстранённости, и к превращению объёмной формы объекта в видимость, внешность, вплоть до полного растворения в свете и воздухе. Не случайно Поль Сезанн позднее, когда он порвал с импрессионизмом, иронично называл Клода Моне «только глазом».
Картины импрессионистов не затрагивают социальных проблем, таких как голод, болезни, смерть, представляя лишь позитивные стороны жизни. Традиционно искусство в XIX веке ещё считалось монополией аристократов, высших слоев общества. Именно они выступали главными заказчиками на росписи, монументы, они — главные покупатели картин и скульптур. Сюжеты с изображением тяжёлого физического труда, трагических, позорных историй войн, разрушений, нищеты и общественных неурядиц осуждались, не одобрялись. Критика общественной морали в картинах Теодора Жерико, Жана-Франсуа Милле находила отклик лишь у немногих знатоков.
Импрессионисты в этом вопросе занимали компромиссные позиции. С одной стороны, были отброшены библейские, литературные, мифологические, исторические сюжеты, присущие официальному академическому искусству. С другой стороны, художники пылко желали признания, уважения, даже наград. Показательной является деятельность Эдуарда Мане, который годами добивался признания и наград от официального Парижского салона и его администрации. Огюст Ренуар также не гнушался успехами в Салоне и у аристократических заказчиков, в том числе удовлетворяя их подчас невзыскательные вкусы.
Импрессионисты изображали обычных парижан, в том числе обывателей и прожигателей жизни в движении, во время забавы или отдыха, избирая сюжеты флирта, танцев, пребывания в кафе и театре, прогулок на лодках, на пляжах и в садах. Если судить по картинам импрессионистов, то жизнь — это череда маленьких праздников, вечеринок, приятных времяпрепровождений за городом или в дружеском окружении (ряд картин Ренуара, Мане и Клода Моне). Однако парадоксально, что именно такая асоциальность была необычайна привлекательна и своеобразно отражала знаменитый «галльский дух». М. В. Алпатов остроумно заметил, что при всех изъянах импрессионистического метода картинами Моне, Сислея, Ренуара «можно проверять человека. Кто приемлет их — здоров, кто нет — тому нужно посоветоваться с врачами».
История импрессионизма породила немало скептических и даже резко отрицательных отзывов. Так О. Шпенглер заметил, что если «мощные ландшафты Рембрандта лежат исключительно в мировом пространстве», то пейзажи Моне — «где-то вблизи от железнодорожной станции». Импрессионизм усилил кризис изобразительного искусства, назревавший с начала XIX столетия. Б. Христиансен определил импрессионизм как «разрушительную эстетическую тенденцию, которая, как возможность, скрыта во всяком расцвете искусства».

### Крестный отец импрессионизма
В начале 1870-х годов Поль Дюран-Рюэль — французский коллекционер, торговец картинами и меценат, начал покровительствовать импрессионистам. Это произошло после его знакомства с Моне и Писсарро в Лондоне. С 1872 года он стал единственным торговцем картинами, на которого могли рассчитывать художники из «Салона отверженных», они уступали ему свои произведения за минимальные цены ради возможности заниматься творчеством. Поль Дюран-Рюэль заслуживает быть вписанным в историю импрессионизма, как единственный покровитель, который если не спас, то сыграл важную роль в поддержке самих художников. Ставка на импрессионизм, которую сам Дюран-Рюэль считал безумием (он писал об этом в своих воспоминаниях), всё же сыграла свою роль. Мир наконец разглядел, полюбил и начал покупать картины Моне, Дега, Мане, Камиля Писсарро и Ренуара. Собранный коллекционером архив был предоставлен Лионелло Вентури для издания книги «Архивы импрессионизма».

### Хронология творчества художников
Импрессионисты

### Выставки
- Первая выставка (15 апреля — 15 мая 1874)

Адрес: бульвар Капуцинок, 35 (ателье фотографа Надара). Участники: Аструк, Аттендю, Белиар, Бракмон, Брандон, Буден, Бюро, Гийомен, Дебра, Дега, Кальс, Колен, Латуш, Левер, Лепик, Лепин, Мейер, де Молен, Моне, Моризо, Мюло-Дюриваж, Джузеппе Де Ниттис, О. Оттен, Л.-О. Оттен, Писсарро, Ренуар, Робер, Руар, Сезанн, Сислей.
- Вторая выставка (апрель 1876)

Адрес: ул. Ле Пелетье, 11 (Галерея Дюран-Рюэля). Участники: Базиль (посмертно, художник погиб в 1870), Белиар, Бюро, Дебутен, Дега, Кайботт, Кальс, Левер, Легро, Лепик, Ж.-Б. Милле, Моне, Моризо, Л.-О. Оттен, Писсарро, Ренуар, Руар, Сислей, Тийо, Франсуа.
- Третья выставка (апрель 1877)

Адрес: ул. Ле Пелетье, 6. Участники: Гийомен, Дега, Кайботт, Кальс, Корде, Левер, Фран-Лами, Моне, Моризо, Альфонс Моро, Пьетт, Писсарро, Ренуар, Руар, Сезанн, Сислей, Тийо, Франсуа.
- Четвёртая выставка (10 апреля — 11 мая 1879)

Адрес: авеню Опера, 28. Участники: Бракмон, госпожа Бракмон, Гоген, Дега, Дзандоменеги, Кайботт, Кальс, Кассат, Лебур, Моне, Пьетт, Писсарро, Руар, Анри Сомм, Тийо, Форен.
- Пятая выставка (1 апреля — 30 апреля 1880)

Адрес: ул. Пирамид, 10. Участники: Бракмон, госпожа Бракмон, Видаль, Виньон, Гийомен, Гоген, Дега, Дзандоменеги, Кайботт, Кассат, Лебур, Левер, Моризо, Писсарро, Ж.-Ф. Рафаэлли, Ж.-М. Рафаэлли, Руар, Тийо, Форен.
- Шестая выставка (2 апреля — 1 мая 1881)

Адрес: бульвар Капуцинок, 35 (ателье фотографа Надара). Участники: Видаль, Виньон, Гийомен, Гоген, Дега, Дзандоменеги, Кассат, Моризо, Писсарро, Ж.-Ф. Рафаэлли, Руар, Тийо, Форен.
- Седьмая выставка (март 1882)

Адрес: Сент-Оноре, 251 (У Дюран-Рюэля). Участники: Виньон, Гийомен, Гоген, Кайботт, Моне, Моризо, Писсарро, Ренуар, Сислей.
- Восьмая выставка (15 мая — 15 июня 1886)

Адрес: ул. Лаффитт, 1. Участники: госпожа Бракмон, Виньон, Гийомен, Гоген, Дега, Дзандоменеги, Кассат, Моризо, Камиль Писсарро, Люсьен Писсарро, Редон, Руар, Сёра, Синьяк, Тийо, Форен, Шюффенекер.

## Импрессионизм за пределами Франции

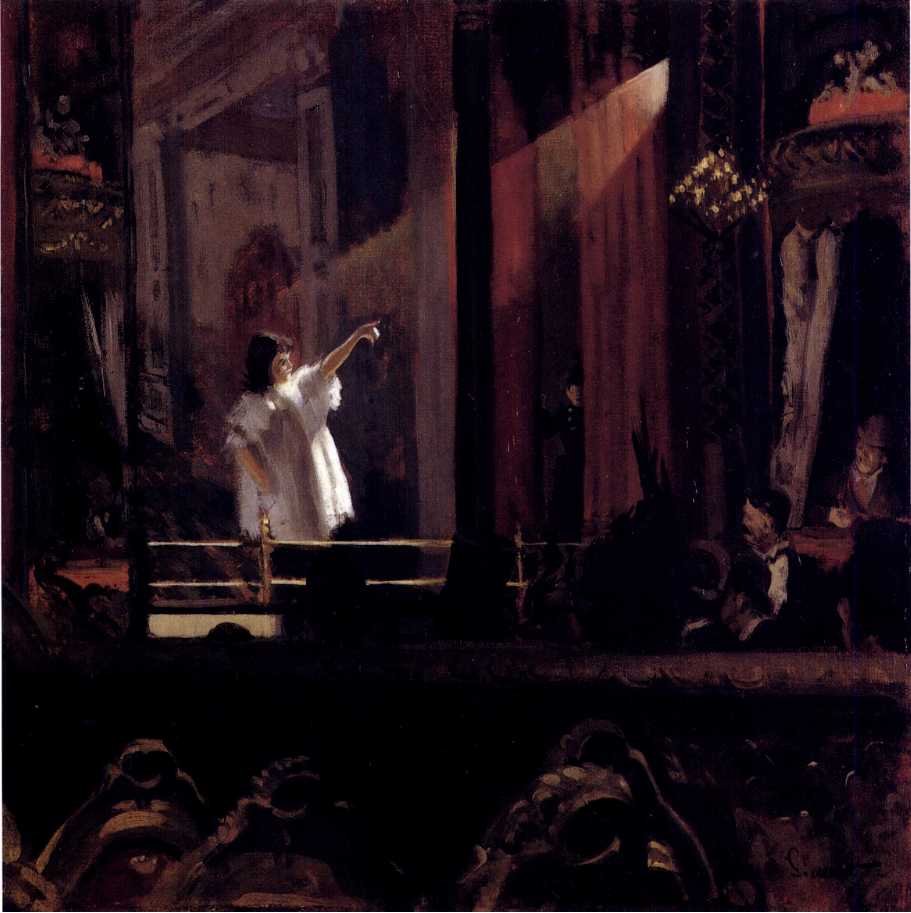
Уолтер Сикерт. Крошка Дот Хетерингтон в Старом Бедфорде, 1888—1889

Ярким представителем импрессионизма в Великобритании 1880-х — 1890-х годов был художник Уолтер Сикерт. Широкую известность он получил изображениями сцен представлений в лондонском мюзик-холле Старый Бедфорд. Часто на картине были изображены не реальные события, а их отражение в зеркале. В отличие от французских импрессионистов он поднимал в своих картинах острые социальные и нравственные проблемы. В его изображениях мюзик-холла беспорядочные группы зрителей галёрки противопоставляются подчёркнуто богатому интерьеру и хорошо одетой публике бенуара и партера.

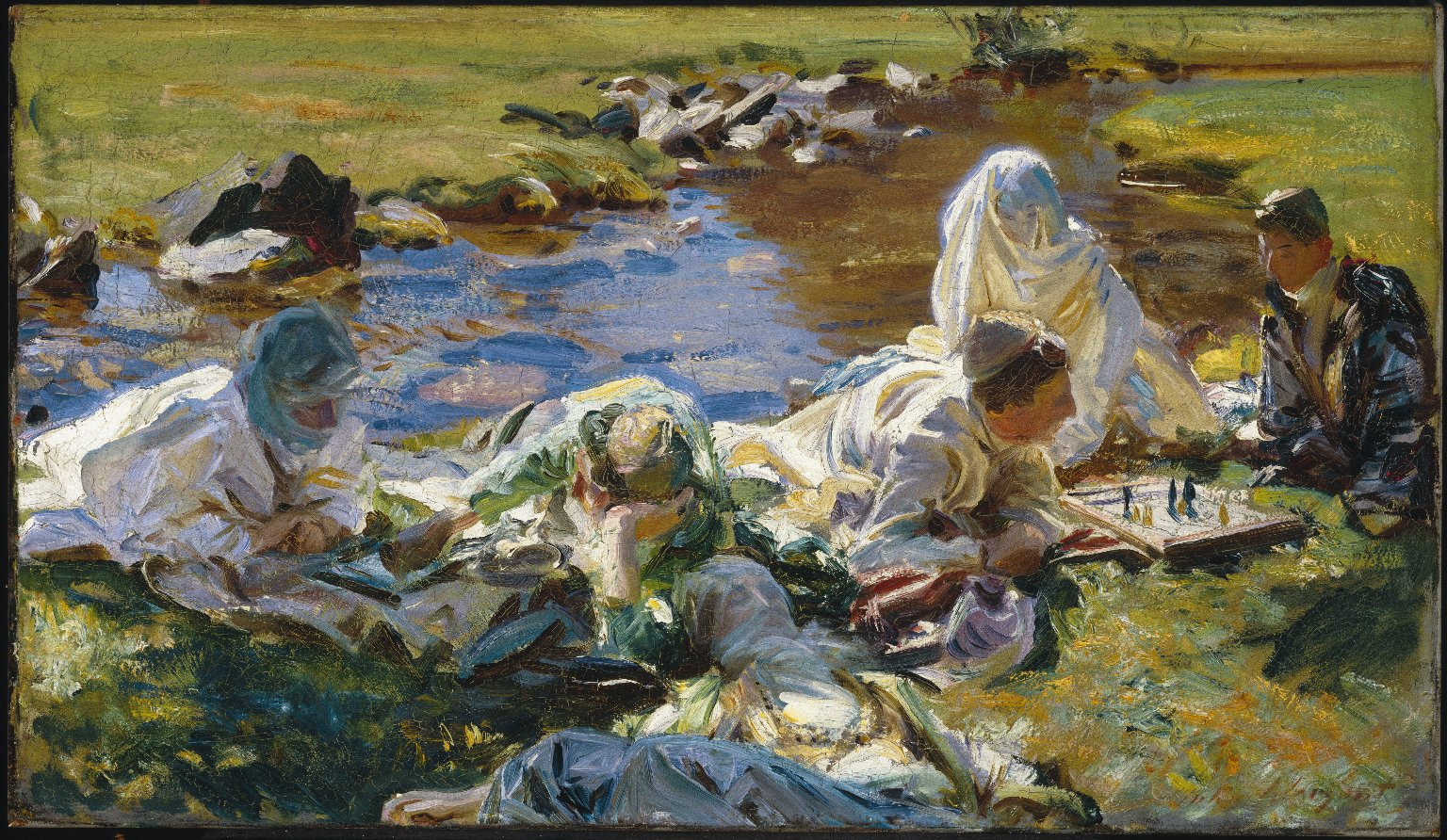
Джон Сингер Сарджент. Сладкое безделье, 1907

Уолтер Сикерт показывал на своих полотнах проблему положения девочки-актрисы в викторианскую эпоху. Картина «Крошка Дот Хетерингтон в Старом Бедфорде» показывает маленькую белую фигурку, отражающуюся в огромном зеркале, под пристальными и внушающими страх взглядами мужчин. Фигура девочки, по мнению историка Каролайн Стидман, должна вызвать симпатию зрителя, который видит хрупкого ребёнка, которому угрожают мир безликих, вероятно, пьяных зрителей.
Искусствоведы прослеживают отчётливое влияние импрессионизма на полотна американского художника Джона Сингера Сарджента, творческая деятельность которого связана с Европой. Греческий искусствовед Николас Сфикас находил мотивы и сюжеты полотен Клода Моне на картинах «Сладкое безделье» и «Игра в шахматы». Их персонажи, как и герои многих других работ художника, предстают на лоне природы, где могут расслабиться и предаться безделью, развлечениям или сну. Сарджент обычно использовал в таких полотнах высокую точку обзора и обрезанный передний план, чтобы превратить зрителя в «заколдованного вуайериста».

## Импрессионизм в литературе
В литературе импрессионизм не сложился как отдельное направление, но его черты нашли отражение в натурализме и символизме.
Прежде всего характеризуется выражением частного впечатления автора, отказом от объективной картины реальности, изображением каждого мгновения, что должно было повлечь за собой отсутствие сюжета, истории и заменой мысли восприятием, а рассудок — инстинктом. Основные черты импрессионистского стиля сформулировали братья Гонкур в своём произведении «Дневник», где знаменитая фраза «Видеть, чувствовать, выражать — в этом все искусство» стала центральным положением для многих писателей.
В натурализме главным принципом была правдивость, верность натуре, но она подвержена впечатлению, а потому облик реальности зависит от каждой отдельной личности и её темперамента. Наиболее полно это выражено в романах Эмиля Золя, его развернутых описаниях запахов, звуков и зрительных восприятий.
Символизм, наоборот, требовал отказа от материального мира и возвращения к идеальному, однако переход возможен только через мимолётные впечатления, раскрывая в видимых вещах тайную сущность. Яркий пример поэтического импрессионизма — сборник Поля Верлена «Романсы без слов» (1874). В России влияние импрессионизма испытали Константин Бальмонт и Иннокентий Анненский.
Также эти настроения коснулись драматургии (импрессионистская драма), в пьесы вторгается пассивное восприятие мира, анализ настроений, душевных состояний, цельная композиция распадается на ряд сцен, наполненных лиризмом, а в диалогах концентрируются мимолётные разрозненные впечатления. Драма становится одноактной, рассчитанной на интимные театры. Эти признаки нашли своё полное отражение в творчестве Артура Шницлера.

## Импрессионизм в музыке
Музыкальный импрессионизм являлся одним из течений музыкального модернизма. Характеризуется передачей мимолётных впечатлений, настроений, тонких психологических нюансов.
Основоположником импрессионизма в музыке является французский композитор Эрик Сати, опубликовавший в 1886 году «Три мелодии», а в 1887 — «Три сарабанды», несущие в себе все главные черты нового стиля. Смелые открытия Эрика Сати пятью и десятью годами позднее были подхвачены и развиты другими музыкантами, ярчайшими представителями импрессионизма, Клодом Дебюсси и Морисом Равелем.